# Pierre Watkin
Pierre Frank Watkin (* 29. Dezember 1887 in Afton Township, Cherokee County, Iowa; † 3. Februar 1960 in Hollywood, Kalifornien) war ein US-amerikanischer Schauspieler.

## Leben und Karriere
Pierre Watkin begann in den späten 1900er-Jahren als Theaterschauspieler zu arbeiten und er leitete zeitweise seine eigene Theatergruppe Pierre Watkin Players, mit der er vor allem den Mittleren Westen bereiste. Er kam auch zu Auftritten am New Yorker Broadway. Ab Mitte der 1930er-Jahre arbeitete Pierre Watkin regelmäßig an Hollywood-Filmen. Er hatte eine hochgewachsene Statur, zurückgekämmtes ergrautes Haar und einen weißen Schnauzbart. Mit diesem Aussehen erfolgte ein Typecasting auf eine lange Reihe von wichtigen oder autoritären Persönlichkeiten. So verkörperte er in seinen insgesamt über 300 Kinofilmen vor allem eine lange Riege an Anwälten, Ärzten, Politikern, Bankiers, Geschäftsleuten, Schuldirektoren, Polizeichefs und hochrangigen Offizieren. Oft fielen seine Nebenrollen eher klein aus, doch insbesondere in B-Filmen erhielt er auch größere Aufgaben.
Mehrfach war Watkin in den Filmen von Frank Capra zu sehen, darunter als Minderheitsführer in dessen Klassiker Mr. Smith geht nach Washington (1939). Er mimte als Bankdirektor Skinner den seriös-überkorrekten Vorgesetzten von W. C. Fields in Der Bankdetektiv (1940) und verkörperte den Schwiegervater von Gary Coopers Lou Gehrig in der Filmbiografie Der große Wurf (1942). In Metro-Goldwyn-Mayers Arzt-Filmreihe Dr. Kildare mit Lew Ayres in der Titelrolle war Watkin in drei der Filme als Millionär Robert Chanler zu sehen. Durch seine Auftritte in den Filmserials Superman (1948) und Atom Man vs. Superman (1950) wurde Watkin zum ersten Filmdarsteller des energischen Chefredakteurs Perry White aus den Superman-Comics. In den 1950er-Jahren verlegte sich Watkin zusehends auf die Fernseharbeit und übernahm Gastrollen in Serien wie Die Texas Rangers, Perry Mason, Adventures of Superman und 77 Sunset Strip. Seine letzte Rolle spielte er in seinem Todesjahr in der Serie Die Kopfgeldjäger.
Laut Internet Movie Database trat Watkin in insgesamt über 420 verschiedenen Film- und Fernsehproduktionen auf, eine bemerkenswert hohe Zahl für einen Nebendarsteller. Watkin war zunächst von 1909 bis zu deren Tod im Jahr 1930 mit der Musikerin Christie McLennan verheiratet. 1932 heiratete er Mary Hart, sie blieben bis zu Watkins Tod zusammen. Er starb im Februar 1960 im Alter von 72 Jahren an einer Lungenentzündung sowie Komplikationen seiner Diabetes-Erkrankung.

## Filmografie (Auswahl)
- 1924: Der Mann, der die Ohrfeigen bekam (He Who Gets Slapped)
- 1935: Wenn sie nur kochen könnte (If You Could Only Cook)
- 1935: Dangerous
- 1936: Mr. Deeds geht in die Stadt (Mr. Deeds Goes to Town)
- 1936: Swing Time
- 1937: Assistenzarzt Dr. Kilder (Internes Can’t Take Money)
- 1937: … und ewig siegt die Liebe (History Is Made at Night)
- 1937: Bühneneingang (Stage Door)
- 1937: Confession
- 1937: Das Leben des Emile Zola (The Life of Emile Zola)
- 1937: Mord im Nachtclub (Marked Woman)
- 1938: There’s Always a Woman
- 1938: The Mad Miss Manton
- 1938: Der kleine Star (Boy Meets Girl)
- 1938: The Lady Objects
- 1938: Lebenskünstler (You Can’t Take It with You)
- 1938: Girls’ School
- 1938: Mr. Moto und der Wettbetrug (Mr. Moto's Gamble)
- 1938: Dr. Kildare: Sein erster Fall (Young Dr. Kildare)
- 1939: King of the Underworld
- 1939: Mr. Smith geht nach Washington (Mr. Smith Goes to Washington)
- 1939: Ein Cowboy in New York (Wall Street Cowboy)
- 1939: Dreivierteltakt am Broadway (The Great Victor Herbert)
- 1940: Liebling, du hast dich verändert (I Love You Again)
- 1940: Dr. Kildare: Verhängnisvolle Diagnose (Dr. Kildare's Crisis)
- 1940: Der Bankdetektiv (The Bank Dick)
- 1940: Der Weg nach Singapur (Road to Singapore)
- 1940: Teddy the Rough Rider (Kurzfilm)
- 1940: Knute Rockne, All American
- 1940: Keine Zeit für Komödie (No Time for Comedy)
- 1941: Laurel und Hardy: Schrecken der Kompanie (Great Guns)
- 1941: Dr. Kildare: Der Hochzeitstag (Dr. Kildare's Wedding Day)
- 1941: Hier ist John Doe (Meet John Doe)
- 1941: Die Marx Brothers im Kaufhaus (The Big Store)
- 1941: Ein Frauenherz vergißt nie (Lydia)
- 1942: Gespensterjagd in Dixie (Whistling in Dixie)
- 1942: Der große Wurf (The Pride of the Yankees)
- 1943: Du Barry Was a Lady
- 1943: This Is the Army
- 1943: Botschafter in Moskau (Mission to Moscow)
- 1944: Pinky und Curly (Once Upon a Time)
- 1944: Mission im Pazifik (Wing and a Prayer)
- 1945: Liebe in der Wildnis (Dakota)
- 1945: Flitterwochen zu dritt (Thrill of a Romance)
- 1945: Stimme aus dem Jenseits (Strange Illusion)
- 1945: Mann ohne Herz (Adventure)
- 1945: Over 21
- 1945: Eine Frau mit Unternehmungsgeist (Roughly Speaking)
- 1946: Schock
- 1946: Der Held des Tages (The Kid from Brooklyn)
- 1946: Die wunderbare Puppe (Magnificent Doll)
- 1946: In Ketten um Kap Horn (Two Years Before the Mast)
- 1946: Karten, Kugeln, Banditen (Plainsman and the Lady)
- 1946: Zwei Sprengstoffverkäufer (Little Giant)
- 1947: Liebe auf den zweiten Blick (Living in a Big Way)
- 1947: Clara Schumanns große Liebe (Song of Love)
- 1947: Das Doppelleben des Herrn Mitty (The Secret Life of Walter Mitty)
- 1947: Monsieur Verdoux – Der Frauenmörder von Paris (Monsieur Verdoux)
- 1947: Das Netz (The Web)
- 1947: Brennende Grenze (The Fabulous Texan)
- 1947: Der rote Teufel (The Red Stallion)
- 1948: Im Netz der Schwarzen Spinne (Superman)
- 1948: B.F.’s Daughter
- 1948: Der Superspion (A Southern Yankee)
- 1948: Der beste Mann (State of the Union)
- 1948: Der Pantoffelheld (An Innocent Affair)
- 1948: Die Geliebte des Marschalls (The Gallant Blade)
- 1948: Gier nach Geld (Money Madness)
- 1949: Ein Mann wie Sprengstoff (The Fountainhead)
- 1949: Samson und Delilah (Samson and Delilah)
- 1949: Vor verschlossenen Türen (Knock On Any Door)
- 1949: Die Herrin von Atlantis (Siren of Atlantis)
- 1949: Die Straße der Erfolgreichen (Flamingo Road)
- 1949: Neptuns Tochter (Neptune’s Daughter)
- 1949: Leicht französisch (Slightly French)
- 1949: Zamba, der Schrecken des Urwaldes (Zamba)
- 1949: El Paso, die Stadt der Rechtlosen (El Paso)
- 1950: Drohende Schatten (Shadow on the Wall)
- 1950: Atom Man vs. Superman
- 1950: Drei kleine Worte (Three Little Words)
- 1950: Ein charmanter Flegel (Key to the City)
- 1950: Mississippi-Express (Rock Island Trail)
- 1950: Radar-Geheimpolizei (Radar Secret Service)
- 1950: Unter Einsatz des Lebens (Southside 1-1000)
- 1950: Nancy geht nach Rio (Nancy Goes to Rio)
- 1952: Skandalblatt (Scandal Sheet)
- 1952: Männer machen Mode (Lovely to Look At)
- 1953: Der schweigsame Fremde (The Stranger Wore a Gun)
- 1955: Creature with the Atom Brain
- 1956: Der Teufel von Colorado (The Maverick Queen)
- 1957: Pal Joey
- 1958: Die Liebe der Marjorie Morningstar (Marjorie Morningstar)
- 1958: Mit Siebzehn am Abgrund (High School Confidential!)
- 1958: It! The Terror from Beyond Space
- 1959: Menschen ohne Nerven (The Flying Fontaines)